# 斯蒂芬·科萊迪
斯蒂芬·科萊迪（英語：Stephen Colletti，1986年7月7日—）是美國的一位演員。他出演的主要作品包括CW電視台電視劇籃球兄弟。他在這部電視劇中飾演Chase Adams角色。